# Saint-Lubin-des-Joncherets
Pour l’article homonyme, voir Saint-Lubin.
Saint-Lubin-des-Joncherets est une commune française située dans le département d'Eure-et-Loir en région Centre-Val de Loire.

## Géographie

### Situation

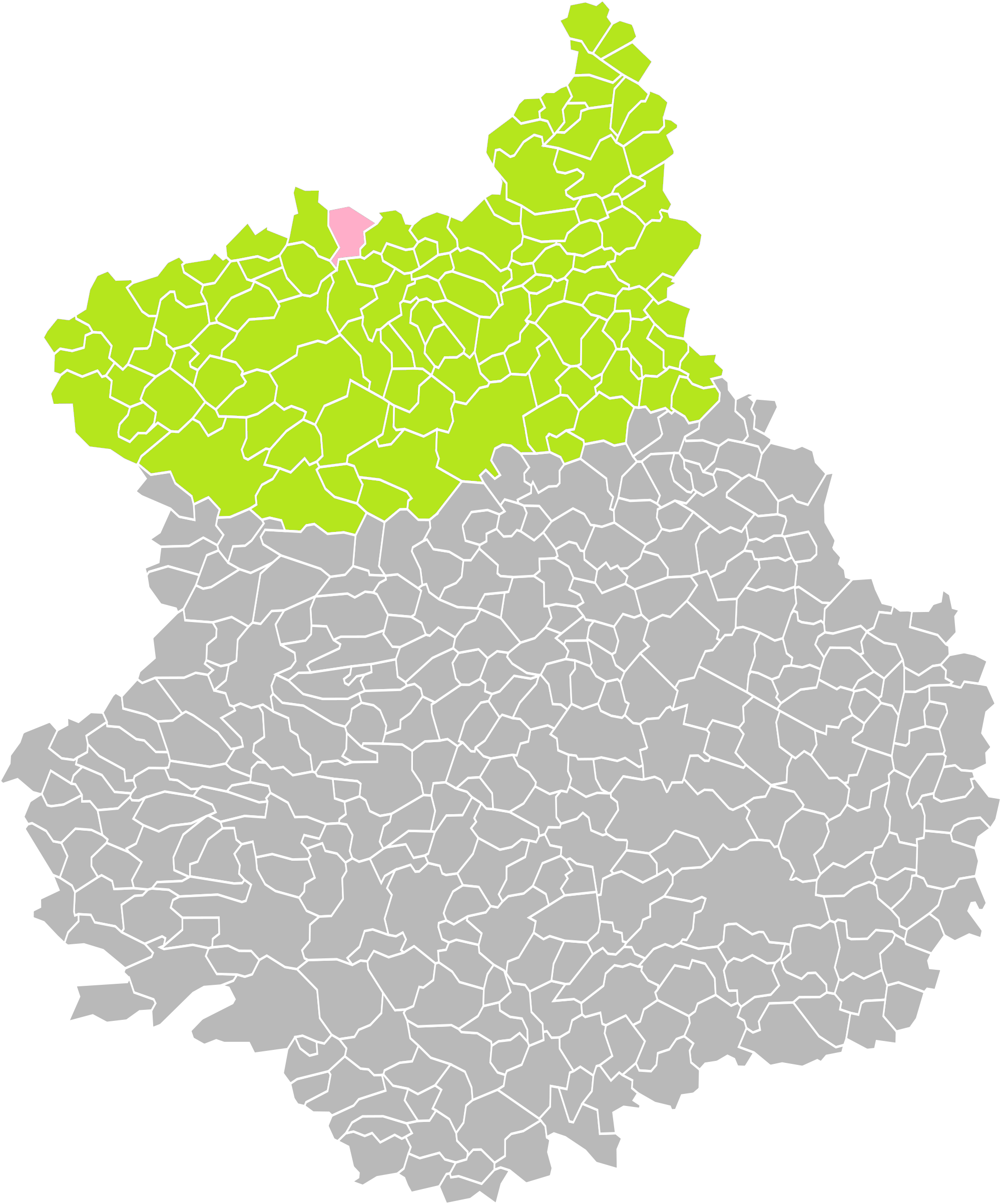
Position de Saint-Lubin-des-Joncherets (en rose) dans l'arrondissement de Dreux (en vert) du département d'Eure-et-Loir (grisé).

La commune de Saint-Lubin-des-Joncherets se trouve à 50 kilomètres-route au nord de la préfecture de Chartres, 41.8 km à vol d'oiseau et à 15 km à l'ouest de la sous-préfecture de Dreux.
Saint-Lubin-des-Joncherets est situé au nord-ouest du département d'Eure-et-Loir, aux confins de la Beauce et de la Normandie, dans une vallée riche et verdoyante où serpente l'Avre.

### Communes, département et région limitrophes
La commune est limitrophe du département de l'Eure, en région Normandie.
Les six communes limitrophes sont Nonancourt au nord (commune du département de l'Eure), Saint-Rémy-sur-Avre à l'est, Escorpain au sud-est, Laons au sud, Prudemanche au sud-ouest et Dampierre-sur-Avre à l'ouest.
|                    | Nonancourt (Eure)          |                     |
| Dampierre-sur-Avre | Saint-Lubin-des-Joncherets | Saint-Rémy-sur-Avre |
| Prudemanche        | Laons                      | Escorpain           |

### Géologie, relief et hydrographie

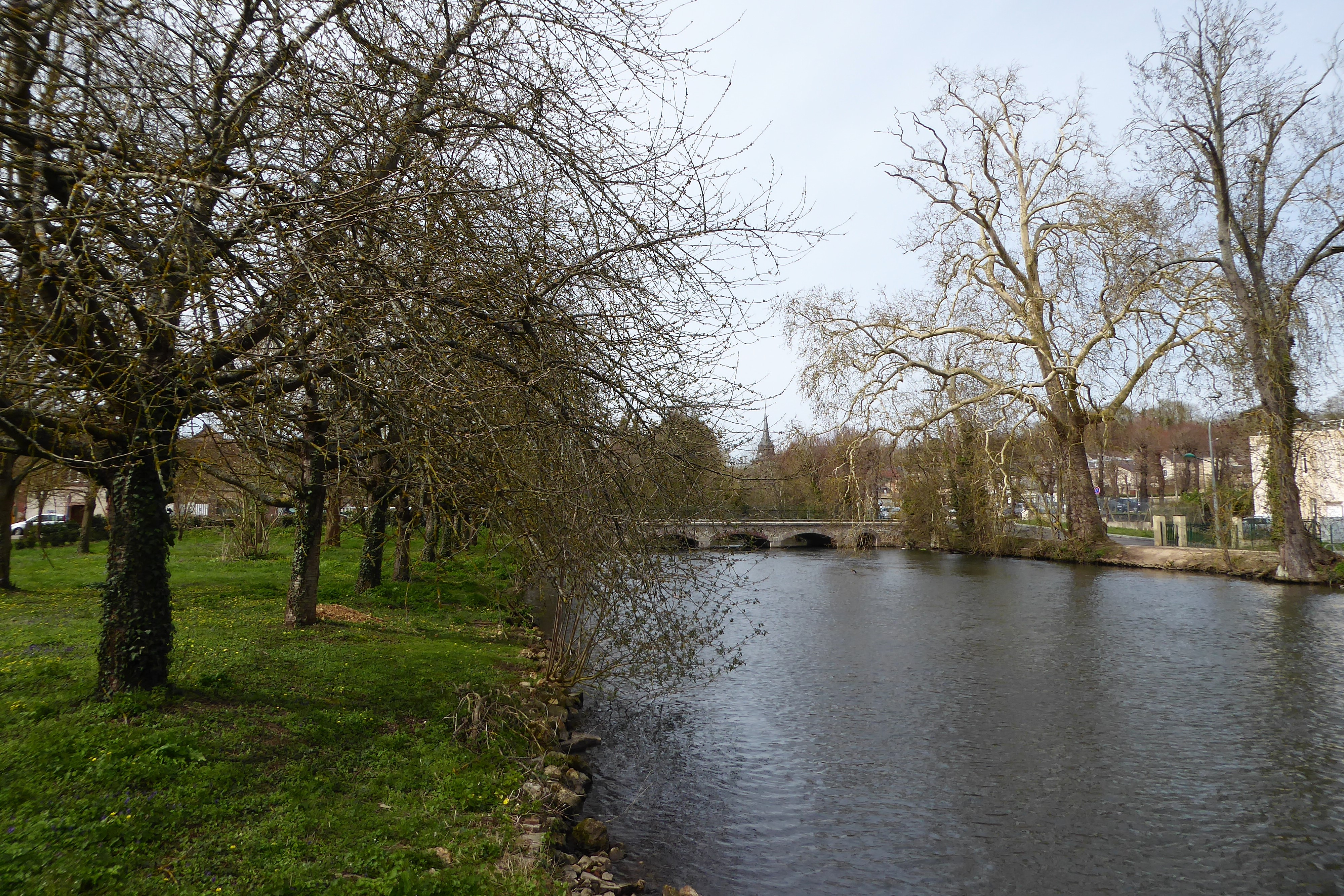
L'Avre, vue de l'amont depuis l'accès du château de Saint-Lubin. Au loin, le clocher de l'église de Nonancourt.

Saint-Lubin-des-Joncherets est une commune de 14,46 km2 dans une vaste cuvette au sol calcaire, marécageux à l'origine du fait de la présence de limon argileux. La cuvette proprement dite est située entre 97 et 171 m d'altitude.
Saint-Lubin-des-Joncherets est traversée par un seul cours d'eau, l'Avre, marquant au nord la limite avec Nonancourt. La rivière l'Avre est un affluent en rive gauche de l'Eure, et donc sous-affluent du fleuve la Seine.

### Climat
Pour des articles plus généraux, voir Climat du Centre-Val de Loire et Climat d'Eure-et-Loir.
En 2010, le climat de la commune est de type climat océanique dégradé des plaines du Centre et du Nord, selon une étude du CNRS s'appuyant sur une série de données couvrant la période 1971-2000. En 2020, Météo-France publie une typologie des climats de la France métropolitaine dans laquelle la commune est dans une zone de transition entre le climat océanique et le climat océanique altéré et est dans la région climatique  Sud-ouest du bassin Parisien, caractérisée par une faible pluviométrie, notamment au printemps (120 à 150 mm) et un hiver froid (3,5 °C). 
Pour la période 1971-2000, la température annuelle moyenne est de 10,6 °C, avec une amplitude thermique annuelle de 14,2 °C. Le cumul annuel moyen de précipitations est de 606 mm, avec 10,2 jours de précipitations en janvier et 8 jours en juillet. Pour la période 1991-2020, la température moyenne annuelle observée sur la station météorologique de Météo-France la plus proche, sur la commune de Laons à 7 km à vol d'oiseau, est de 11,1 °C et le cumul annuel moyen de précipitations est de 561,4 mm,. Pour l'avenir, les paramètres climatiques de la commune estimés pour 2050 selon différents scénarios d'émission de gaz à effet de serre sont consultables sur un site dédié publié par Météo-France en novembre 2022.

### Voies de communication et transports

#### Voies routières
L'accès à la ville de Saint-Lubin-des-Joncherets est assuré par un ensemble de voies routières :
- la D 11.1. Arrivant de Dampierre-sur-Blévy, elle traverse Laons donnant l'accès au sud de Saint-Lubin-des-Joncherets.
- la D 313.8. Arrivant de Escorpain, elle traverse le sud de Saint-Lubin pour aller à Dampierre-sur-Avre.
- la D 313.6. Arrivant de la D313.8 de Escorpain, elle pénètre dans Saint-Lubin et se termine dans la D 313.5 au hameau de La Ferette.
- la D313. Arrivant de Escorpain, elle pénètre dans Saint-Lubin, traverse le hameau de la Ferette, passe au-dessus de l'aqueduc de l'Avre, pénètre dans le centre-ville et se termine dans la D 11.1.
- la D 313.5. Arrivant de la D 104 de Saint-Rémy-sur-Avre, la 313.5 pénètre dans Saint-Lubin, traverse le hameau de la Ferette où elle se termine dans la D 313.
- la .2. Arrivant de Saint-Rémy-sur-Avre, la 313.2 pénètre dans Saint-Lubin, traverse le hameau les Caves, puis le hameau la Fontaine, et se termine dans la D 313 rue de la Baronnie.
- la D 313.13. Arrivant de Dampierre-sur-Avre, elle pénètre dans Saint-Lubin, traverse le bois de Villancé, pénètre dans le centre-ville, prend le nom de rue de Dampierre et se termine dans la D 11.1 rue Charles-Renard.
- la D 313.16. Arrivant de Dampierre-sur-Avre sous le numéro de D 313.8, elle pénètre dans Saint-Lubin en prenant le numéro D 313.16 et se termine dans la D 313.13.
- la D 117N. Arrivant de Brezolles, elle traverse Dampierre-sur-Avre pénètre dans Saint-Lubin et se termine dans la D 11.1 rue Charles-Renard au hameau du Haut-Vrisseuil.

#### Transports ferroviaires
La commune n'est pas desservie en transport ferroviaire.
La gare de Nonancourt de la ligne Paris-Granville est la plus proche de la mairie de Saint-Lubin (1.5 km).

#### Transports en commun routiers
Deux lignes d'autocars desservent la commune de Saint-Lubin-des-Joncherets en six arrêts:
6 (Dreux - Vert-en-Drouais - Saint-Germain-sur-Avre - Saint-Rémy-sur-Avre - Nonancourt - Saint-Lubin, 6A (Dreux - Dampierre).
| N° | Arrêt                 | Localisation             | Géolocalisation                  | Correspondances |
| -- | --------------------- | ------------------------ | -------------------------------- | --------------- |
| 1  | La Poste              | 10 rue de la Baronnie    | 48° 45′ 59″ nord, 1° 11′ 54″ est | 6, 6A           |
| 2  | Mairie de Saint-Lubin | 181 rue du Clos-d'Amour  | 48° 46′ 02″ nord, 1° 11′ 41″ est | 6, 6A           |
| 3  | Haut-Vrissieul        | 2 rue Charles-Renard     | 48° 45′ 54″ nord, 1° 11′ 21″ est | 6, 6A           |
| 4  | Les Landes            | 32 rue des Landes        | 48° 45′ 42″ nord, 1° 11′ 36″ est | 6, 6A           |
| 5  | Le Chapeau des Rose   | 2 rue des Ajoncs         | 48° 45′ 33″ nord, 1° 11′ 41″ est | 6, 6A           |
| 6  | Les Grandes-Vignes    | 3 rue de la Grande Vigne | 48° 45′ 48″ nord, 1° 12′ 04″ est | 6               |

## Urbanisme

### Typologie
Au 1er janvier 2024, Saint-Lubin-des-Joncherets est catégorisée petite ville, selon la nouvelle grille communale de densité à 7 niveaux définie par l'Insee en 2022.
Elle appartient à l'unité urbaine de Saint-Lubin-des-Joncherets-Nonancourt, une agglomération inter-régionale dont elle est ville-centre,. Par ailleurs la commune fait partie de l'aire d'attraction de Nonancourt - Saint-Lubin-des-Joncherets, dont elle est la commune-centre,. Cette aire, qui regroupe 2 communes, est catégorisée dans les aires de moins de 50 000 habitants,.

### Occupation des sols
L'occupation des sols de la commune, telle qu'elle ressort de la base de données européenne d’occupation biophysique des sols Corine Land Cover (CLC), est marquée par l'importance des territoires agricoles (65,1 % en 2018), en diminution par rapport à 1990 (68,2 %). La répartition détaillée en 2018 est la suivante : 
terres arables (59,7 %), forêts (16,6 %), zones urbanisées (16,4 %), prairies (3,7 %), eaux continentales (1,9 %), zones agricoles hétérogènes (1,8 %). L'évolution de l’occupation des sols de la commune et de ses infrastructures peut être observée sur les différentes représentations cartographiques du territoire : la carte de Cassini (XVIIIe siècle), la carte d'état-major (1820-1866) et les cartes ou photos aériennes de l'IGN pour la période actuelle (1950 à aujourd'hui).

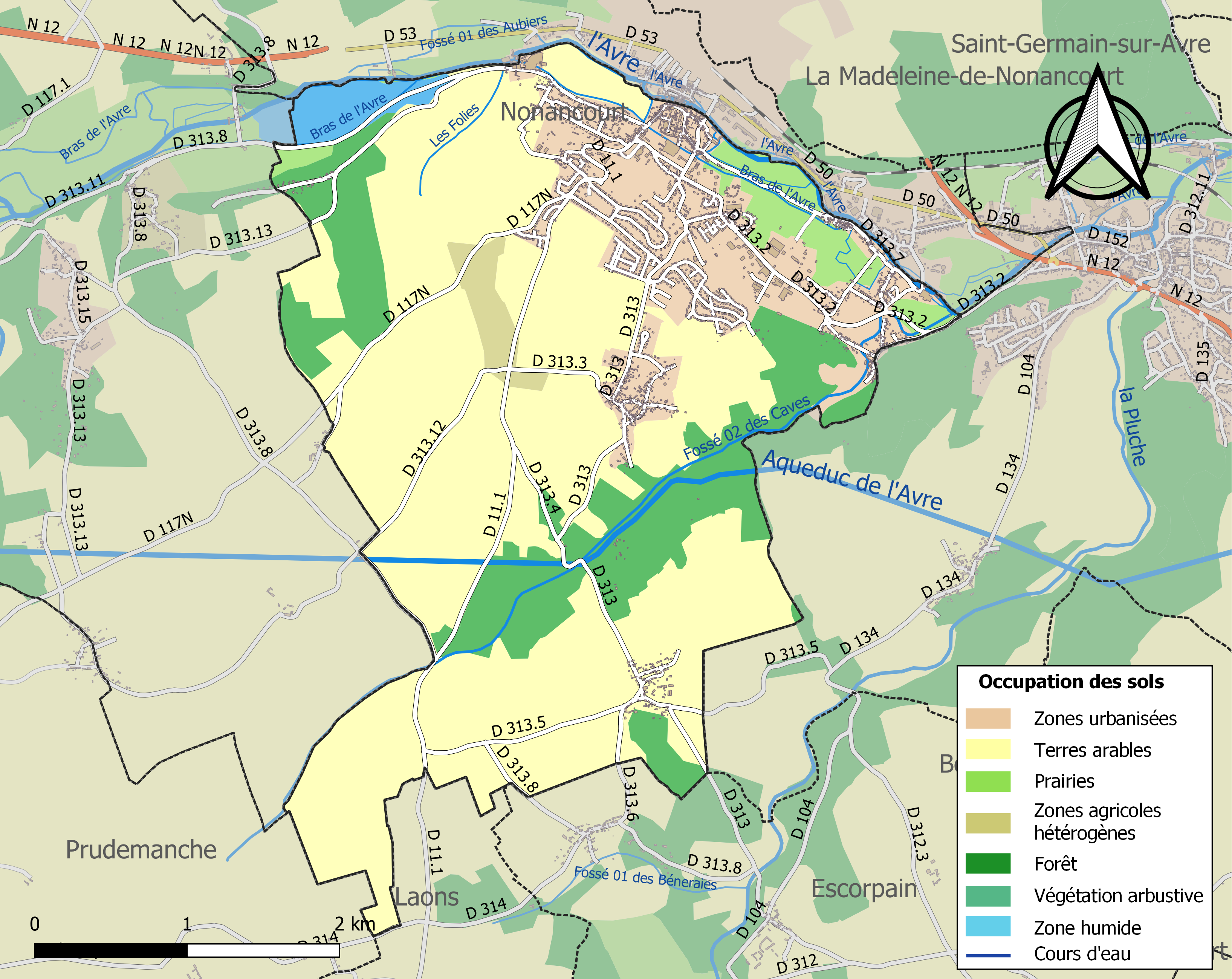
Carte des infrastructures et de l'occupation des sols de la commune en 2018 (CLC).

### Risques majeurs
Le territoire de la commune de Saint-Lubin-des-Joncherets est vulnérable à différents aléas naturels : météorologiques (tempête, orage, neige, grand froid, canicule ou sécheresse), inondations, mouvements de terrains et séisme (sismicité très faible). Il est également exposé à un risque technologique, le transport de matières dangereuses. Un site publié par le BRGM permet d'évaluer simplement et rapidement les risques d'un bien localisé soit par son adresse soit par le numéro de sa parcelle.

#### Risques naturels
Certaines parties du territoire communal sont susceptibles d’être affectées par le risque d’inondation par débordement de cours d'eau, notamment l'Avre et l'Aqueduc de l'Avre. La commune a été reconnue en état de catastrophe naturelle au titre des dommages causés par les inondations et coulées de boue survenues en 1986, 1993, 1995, 1999, 2001, 2018 et 2021,.

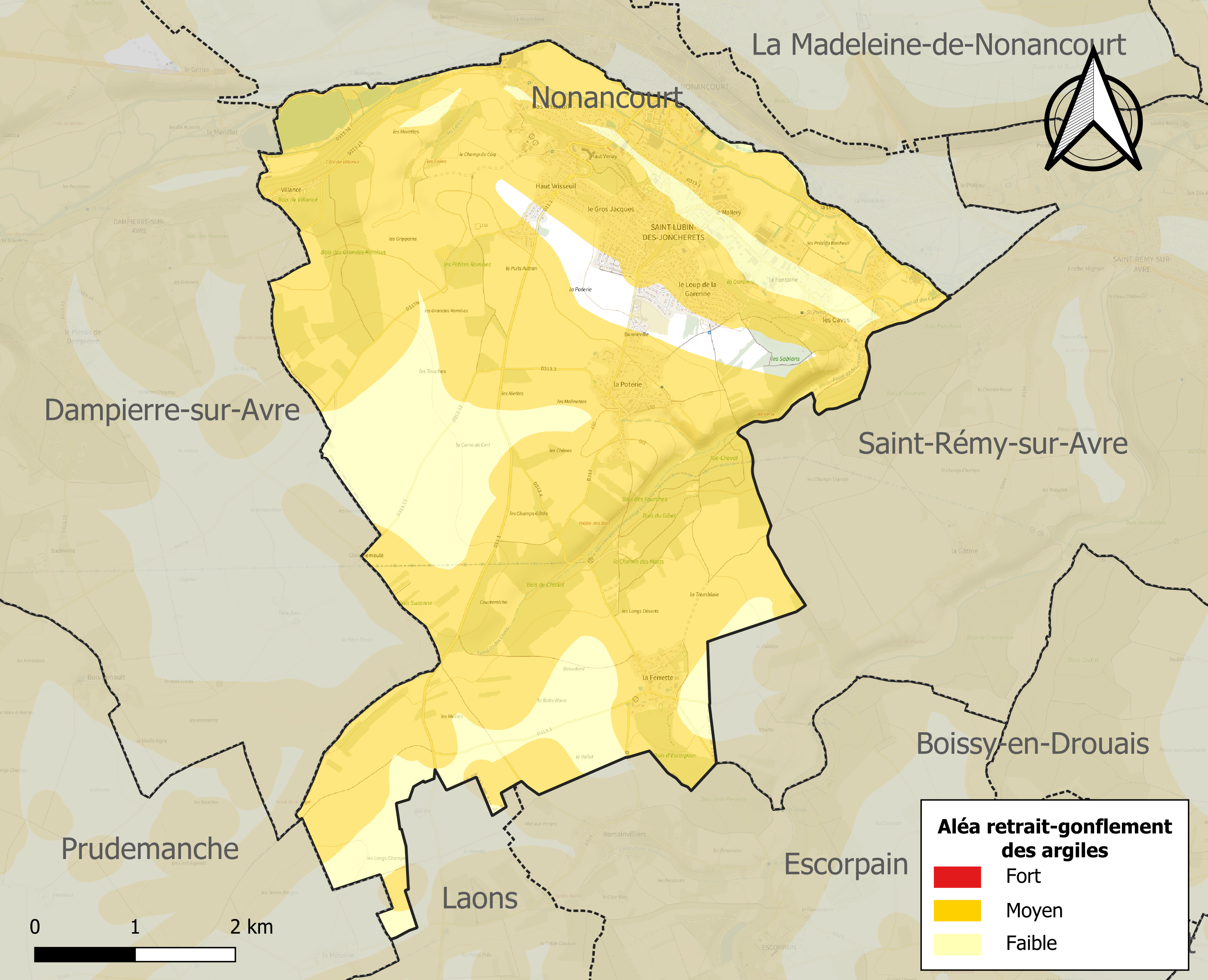
Carte des zones d'aléa retrait-gonflement des sols argileux de Saint-Lubin-des-Joncherets.

Les mouvements de terrains susceptibles de se produire sur la commune sont des affaissements et effondrements liés aux cavités souterraines. L'inventaire national des cavités souterraines permet de localiser celles situées sur la commune.
Le retrait-gonflement des sols argileux est susceptible d'engendrer des dommages importants aux bâtiments en cas d’alternance de périodes de sécheresse et de pluie. 78,8 % de la superficie communale est en aléa moyen ou fort (52,8 % au niveau départemental et 48,5 % au niveau national). Sur les 1 518 bâtiments dénombrés sur la commune en 2019, 1292 sont en aléa moyen ou fort, soit 85 %, à comparer aux 70 % au niveau départemental et 54 % au niveau national. Une cartographie de l'exposition du territoire national au retrait gonflement des sols argileux est disponible sur le site du BRGM,.
Concernant les mouvements de terrains, la commune a été reconnue en état de catastrophe naturelle au titre des dommages causés par des mouvements de terrain en 1999.

#### Risques technologiques
Le risque de transport de matières dangereuses sur la commune est lié à sa traversée par des infrastructures routières ou ferroviaires importantes ou la présence d'une canalisation de transport d'hydrocarbures. Un accident se produisant sur de telles infrastructures est en effet susceptible d’avoir des effets graves au bâti ou aux personnes jusqu’à 350 m, selon la nature du matériau transporté. Des dispositions d’urbanisme peuvent être préconisées en conséquence.

## Toponymie
Le nom de la localité est attesté sous la forme Sanctus Leobinus vers 1102, Sanctus Leobinus de Juncherez, puis Sanctus leobinus de Juncheriis vers 1626.
Saint-Lubin est un hagiotoponyme faisant référence au moine ermite Lubin de Chartres.
Joncherets-sur-Avre à la Révolution française.

## Histoire

### Préhistoire
Dès la Préhistoire, au Paléolithique, la vallée semble avoir attiré les premiers hommes. Quelques traces l'attestent, comme des objets et outils en pierre taillée trouvés dans les sablières de La Leu et aux Caves.
Plus récemment, il y a près de cinq mille ans, durant le Néolithique, les hommes de la pierre polie ont élevé des dolmens tels celui de la prairie du Ménillet près de Dampierre-sur-Avre. Cette table de pierre, la Pierre-au-bout, reposant sur trois supports, est légèrement déversée dans le sens de la longueur ; elle mesure environ 4,40 m sur 2,50 m et près d'1 m d'épaisseur.

### Moyen Âge
Au VIe siècle, selon la légende, un moine ermite aurait vécu dans un pauvre réclusoir situé à Saint-Lubin. En 544, Lubin de Chartres, saint religieux de la commune, fut élu évêque de Chartres au suffrage presque unanime de tout le clergé, avec l'agrément du roi Childebert Ier. Jusqu'à sa mort en 557, Saint-Lubin se consacrera à son église et viendra se reposer dans la ville. Ses reliques se trouvent actuellement dans l'église Saint-Nicolas, à Blois. Saint-Lubin ayant fait de grands miracles, on construisit sur les lieux qu'il affectionnait, une chapelle (dont il ne reste aucun vestige, malheureusement) qui devint un lieu de pèlerinage très fréquenté. Des constructions s'y groupèrent en agglomération "Sanctus Leobinus juxta Nonnencuriam".
La vieille chapelle (dite chapelle de l'Ermitage) ayant été détruite, on éleva sur ses ruines une église gothique dont il reste quelques éléments (fondations, statues de bois, fonts baptismaux).
Après le règne de Charlemagne, les Vikings, venus de Scandinavie, apparaissent dans la région et une grande période de troubles s'ouvre alors. Le traité de Saint-Clair-sur-Epte, en 911, mit fin à ces invasions successives en accordant aux "Northmen" de Rollon une partie de la Neustrie. La Normandie était née et l'Avre devint frontière, cette fois-ci, entre le duché de Normandie et le Royaume de France. Durant cette période de luttes incessantes entre Français et Normands. Nonancourt est anglaise et Saint-Lubin reste française.
En 1418, Nonancourt et Saint-Lubin sont entièrement détruites et brûlées. Les habitants qui avaient échappé à la mort s'enfuirent dans des villages plus éloignés. Les terres de Saint-Lubin tombent dans l'abandon et se couvrent de joncs. C'est à peu près à cette époque qu'au nom de Saint-Lubin fut ajouté celui de Joncherets "Sanctus Leobinus de Juncherez", puis "Sanctus leobinus de Juncheriis" en 1626. Saint-Lubin-des-Joncherets est alors composée d'un ensemble de hameaux et seigneuries plus ou moins épars : le bourg, la baronnerie (qui deviendra la Baronnie), les Caves, Cayenne, Clanchemeule, le Clos-d'amour, les Côtes, la Ferrette, la Fontaine-la-Butte, les Fourches, l'Alleu qu'on écrira à tort la Leup puis la Leu, Malengen, Malicorne, la Pacterie (Paqueterie actuelle), la Poterie et le Vrisseuil.

### Temps modernes
En 1568, Nonancourt fait creuser un large fossé pour interdire le passage aux gens d'armes. Ce fossé fut creusé par les habitants de Saint-Lubin. Les Lubinois, pour se distinguer des envahisseurs, devaient porter des chemises à carreaux, d'où le nom donné à la "rivière à carreaux" et à la ruelle y accédant. Le calme revient dans la vallée, on défriche, on reconstruit maisons et églises. Cette période de tranquillité et de prospérité s'étend de la fin de la guerre de Cent Ans jusqu'aux guerres de Religion.
L'année 1620 est marquée par la construction du château de Saint-Lubin en bordure de l'Avre et par un incendie qui ravagea les combles et la flèche du clocher de l'église. De 1658 à 1697, le fief de Saint-Lubin appartient à François Vedeau de Grammont, conseiller au parlement, qui était aussi seigneur de Laleu et du Vrisseuil. II fit construire le clocher, la tour actuelle et réparer les parties endommagées par le "grand" incendie. La dépense étant trop lourde, il ne put achever les travaux de restauration. Un gisant de marbre représentant le président de Grammont se trouve dans l'église dont la voûte resta inachevée. À la veille de la révolution, Charles-Laure Cochard de Châtenoye, seigneur de Saint-Lubin, revend le château.

### Époque contemporaine

#### XIXesiècle
Après la révolution française, le 16 février 1792, Noël Jelin vend son moulin à papier à Henry Sykes, citoyen hollandais. Celui-ci transforme les lieux en une filature de coton, "L'ancienne". Ce nouvel industriel crée également une fonderie de fonte de fer et y adjoint des ateliers de construction de machines à filer.
En 1801, "une maladie, portant les symptômes de l’épidémie, s’est manifestée, dans les premiers jours de ce mois, à Saint-Lubin-des-Joncherets. D’après un arrêté du sous-préfet, deux officiers de santé se sont transportés dans la commune le 8 de ce mois. Ils ont reconnu que la maladie ne datait que de vingt à vingt-deux jours ; qu’elle pouvait faire des progrès, si le temps pluvieux continuait ; que néanmoins elle ne paraissait pas s’étendre, mais qu’elle avait des caractères plus alarmants à Nonancourt. Ils ont attribué cette maladie aux brouillards qui séjournent habituellement, cette vallée devenant très serrée dans la partie qui est environnée de côtes et garnie de bois et d’arbres qui empêchent la libre circulation ; à la malpropreté et à l’extrême pauvreté des habitants. Pour en prévenir les effets, ils ont ordonné que les rues fussent souvent lavées et nettoyées ; que l’on répandit du vinaigre dans l’appartement du pauvre ; qu’on brûla dans les cheminées des bois et plantes odoriférantes, tels la genièvre…".
L’activité de la filature cesse en 1830. Mademoiselle Grace-Valentine Sykes, fille de l'industriel, épouse un Anglais, William Waddington, qui est naturalisé français en 1816 et continue l'œuvre de son beau-père décédé le 26 juin 1813. La société Waddington frères (MM. Thomas et Frédéric Waddington, fils de William) construit sa première usine à Saint-Lubin-des-Joncherets à la Paqueterie. D'autres entreprises vont s'installer dans la ville, notamment l'entreprise Vulliamy et celle des Tapis Renard, la famille Renard ayant fait construire le château du Haut-Venay vers 1880. Cette prospérité industrielle a fait de la vallée de l'Avre le premier centre industriel de la région, dépassant Dreux.

#### XXesiècle
- Durant la Première Guerre mondiale, le château du Haut-Venay sert d'hôpital militaire. Malgré l'arrivée de nouvelles familles, belges notamment, la population lubinoise chute terriblement, passant de 1848 habitants en 1886 à seulement 1133 en 1936.
- Entre le 29 janvier et le 8 février 1939, plus de 2 000 réfugiés espagnols fuyant l'effondrement de la république espagnole devant les troupes de Franco, arrivent en Eure-et-Loir. Devant l'insuffisance des structures d'accueil (le camp de Lucé et la prison de Châteaudun rouverte pour l’occasion), 53 villages sont mis à contribution[27], dont Saint-Lubin-des-Joncherets[28]. Les réfugiés, essentiellement des femmes et des enfants (les hommes sont désarmés et retenus dans le sud de la France), sont soumis à une quarantaine stricte, vaccinés, le courrier est limité, le ravitaillement, s'il est peu varié et cuisiné à la française, est cependant assuré[29]. Une partie des réfugiés rentrent en Espagne, incités par le gouvernement français qui facilite les conditions du retour, mais en décembre, 922 ont préféré rester et sont rassemblés à Dreux et Lucé[30].

- Le 6 juillet 1940, les nazis fusillent à Rouen le premier résistant : c'est un ouvrier agricole de Saint-Lubin-des-Joncherets, Étienne Achavanne, exécuté pour avoir fait sauter des poteaux téléphoniques le 17 juin 1940. Après ces terribles épreuves, Saint-Lubin-des-Joncherets va se reconstruire et se développer.

## Politique et administration

### Tendances politiques et résultats

#### Élections municipales du 15 mars 2020
- Maire sortant : Didier Vuadelle (ne se représente pas)
- 27 sièges à pourvoir au conseil municipal (population légale 2017 : 3 995 habitants)
- 3 sièges à pourvoir au conseil communautaire (communauté d'agglomération du Pays de Dreux)

Tous les sièges sont pourvus lors de ce premier tour par la liste unique de Pascal Artechea « Unis pour Saint-Lubin ».

### Liste des maires
| Période        | Période      | Identité           | Étiquette                      | Qualité |
| -------------- | ------------ | ------------------ | ------------------------------ | --- |
| 1945           | 1950         | Henri Doucet       |                                | |
| 1950           | 1959         | Louis Couturat     |                                | |
| 1959           | 1992 (décès) | Claude Nespoulous  | SFIO puis PSU puis PS puis MRG | Directeur de La Dépêche d’Évreux Conseiller général du canton de Brezolles (1962-1992)                                                                        |
| 1992           | 1995         | Jean-Pierre Burtin | PS                             | |
| 1995           | ?            | Gérard Sourisseau  | DVD                            | Retraité de l'enseignement Conseiller général du canton de Brezolles (2001-2015) Conseiller départemental du canton de Saint-Lubin-des-Joncherets depuis 2015 |
| 2016           | En cours     | Didier Vuadelle    | LREM                           | Directeur d'école primaire |
| septembre 2016 | mai 2020     | Didier Vuadelle    |                                | Enseignant du 1er degré |
| mai 2020       | En cours     | Pascal Artechea,   | DVC                            | Ancien cadre |

## Population et société

### Démographie
| 1793  | 1800  | 1806  | 1821  | 1831  | 1836  | 1841  | 1846  | 1851  |
| ----- | ----- | ----- | ----- | ----- | ----- | ----- | ----- | ----- |
| 1 410 | 1 484 | 1 459 | 1 506 | 1 532 | 1 539 | 1 521 | 1 558 | 1 525 |

| 1856  | 1861  | 1866  | 1872  | 1876  | 1881  | 1886  | 1891  | 1896  |
| ----- | ----- | ----- | ----- | ----- | ----- | ----- | ----- | ----- |
| 1 726 | 1 672 | 1 806 | 1 618 | 1 828 | 1 827 | 1 848 | 1 879 | 1 818 |

| 1901  | 1906  | 1911  | 1921  | 1926  | 1931  | 1936  | 1946  | 1954  |
| ----- | ----- | ----- | ----- | ----- | ----- | ----- | ----- | ----- |
| 1 643 | 1 549 | 1 577 | 1 464 | 1 382 | 1 239 | 1 133 | 1 203 | 1 327 |

| 1962  | 1968  | 1975  | 1982  | 1990  | 1999  | 2005  | 2006  | 2010  |
| ----- | ----- | ----- | ----- | ----- | ----- | ----- | ----- | ----- |
| 1 287 | 1 882 | 2 304 | 3 586 | 4 403 | 4 355 | 4 072 | 4 033 | 4 193 |

| 2015  | 2020  | 2022  | - | - | - | - | - | - |
| ----- | ----- | ----- | - | - | - | - | - | - |
| 4 042 | 4 041 | 4 129 | - | - | - | - | - | - |

### Manifestations culturelles et festivités
- Festival Music en Avre, annulé en 2020[36].

## Économie
La création de lotissements, l'installation d'entreprises et l'établissement d'une grande surface permettent à la commune un certain essor économique.

## Culture locale et patrimoine

### Lieux et monuments

#### Église Saint-Lubin
L'église fait l’objet d’un classement au titre des monuments historiques depuis 1913.

#### Château
Ce château privé du XVIIe siècle fait l’objet d’une inscription au titre des monuments historiques depuis le 5 avril 1930.
Le parc arbore des platanes d'orient plantés aux environs de 1720 et labellisés Arbres remarquables de France en 2020,.

Le château de Saint-Lubin-des-Joncherets
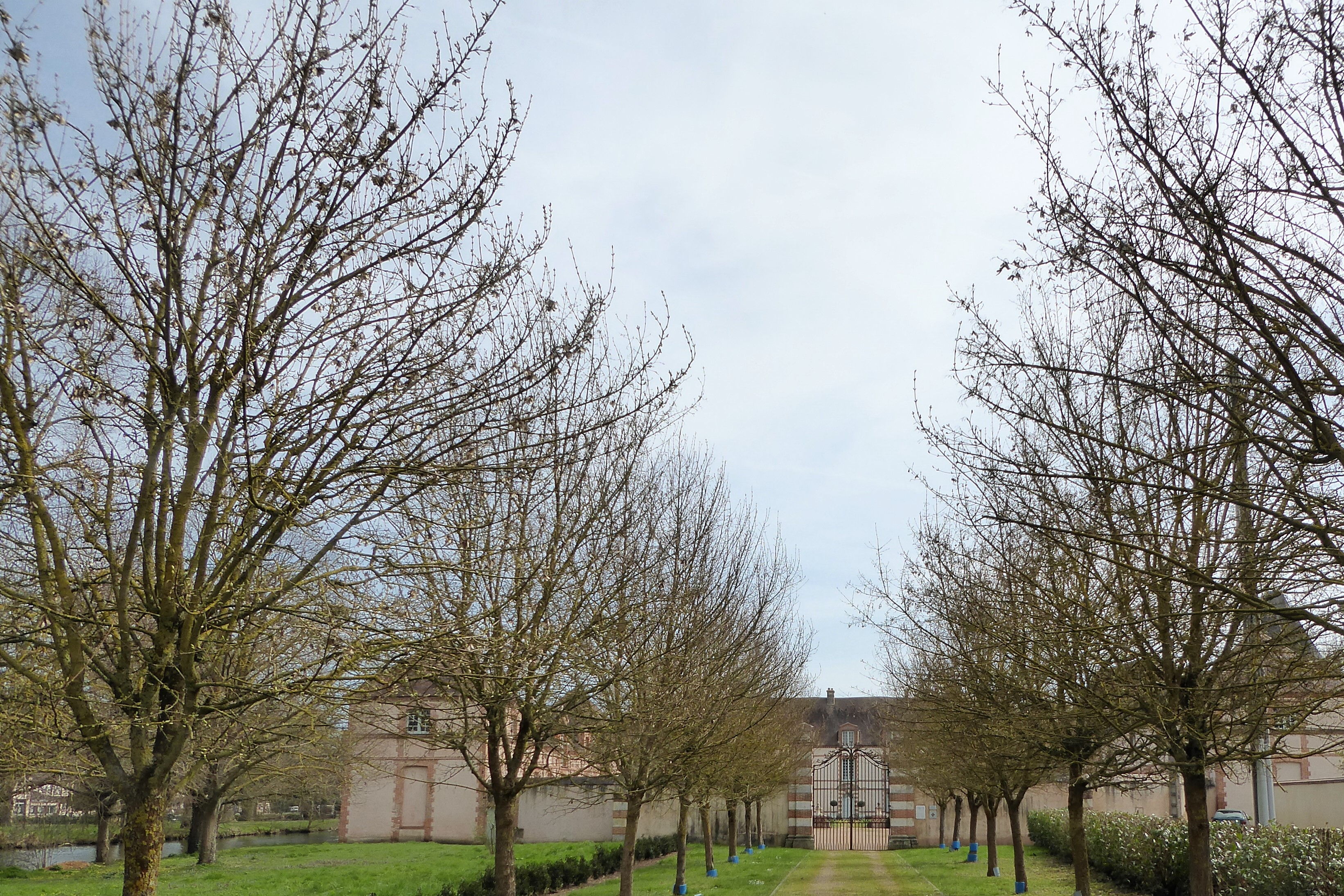
Allée d'entrée au bord de l'Avre.
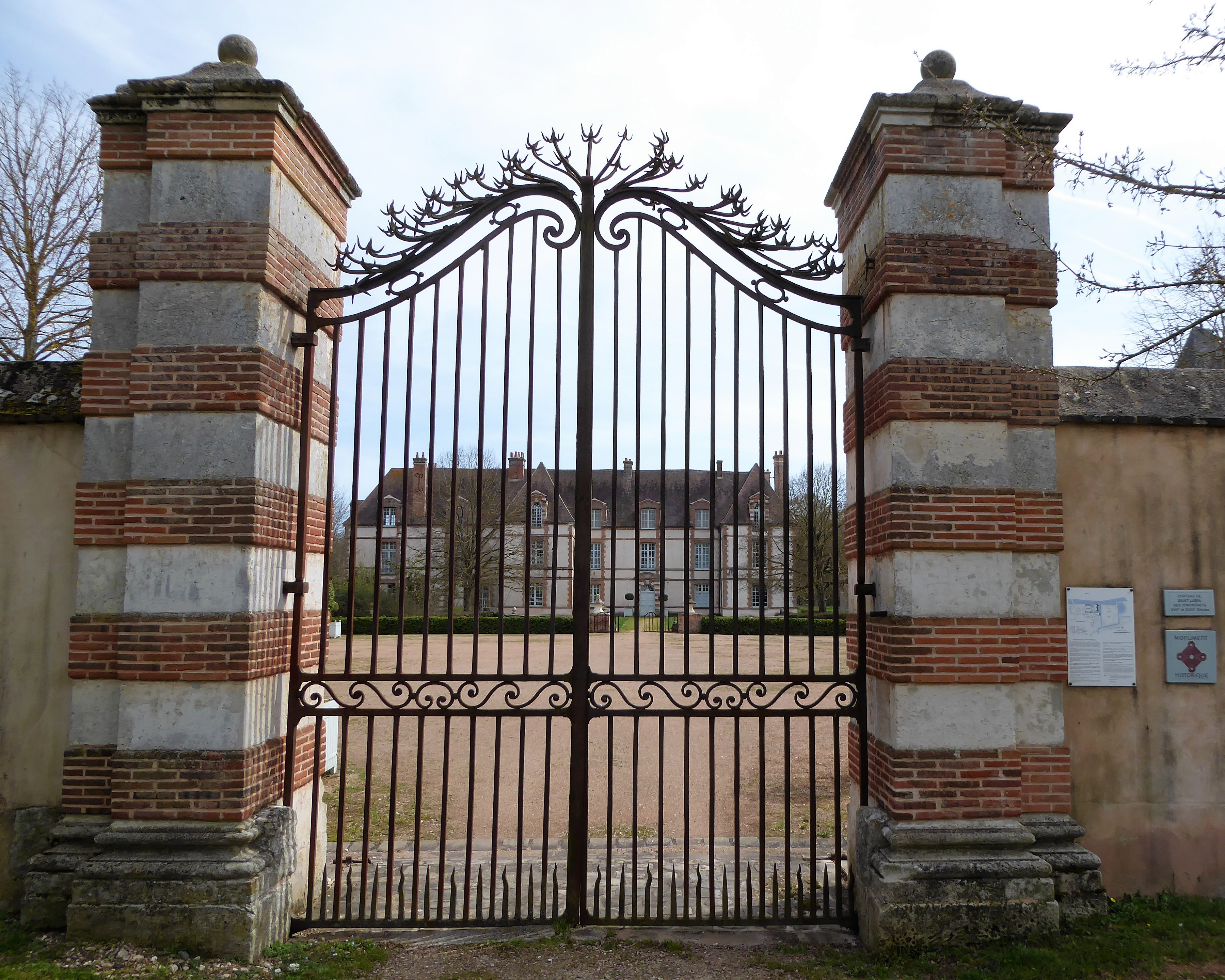
Portail et grille d'entrée.
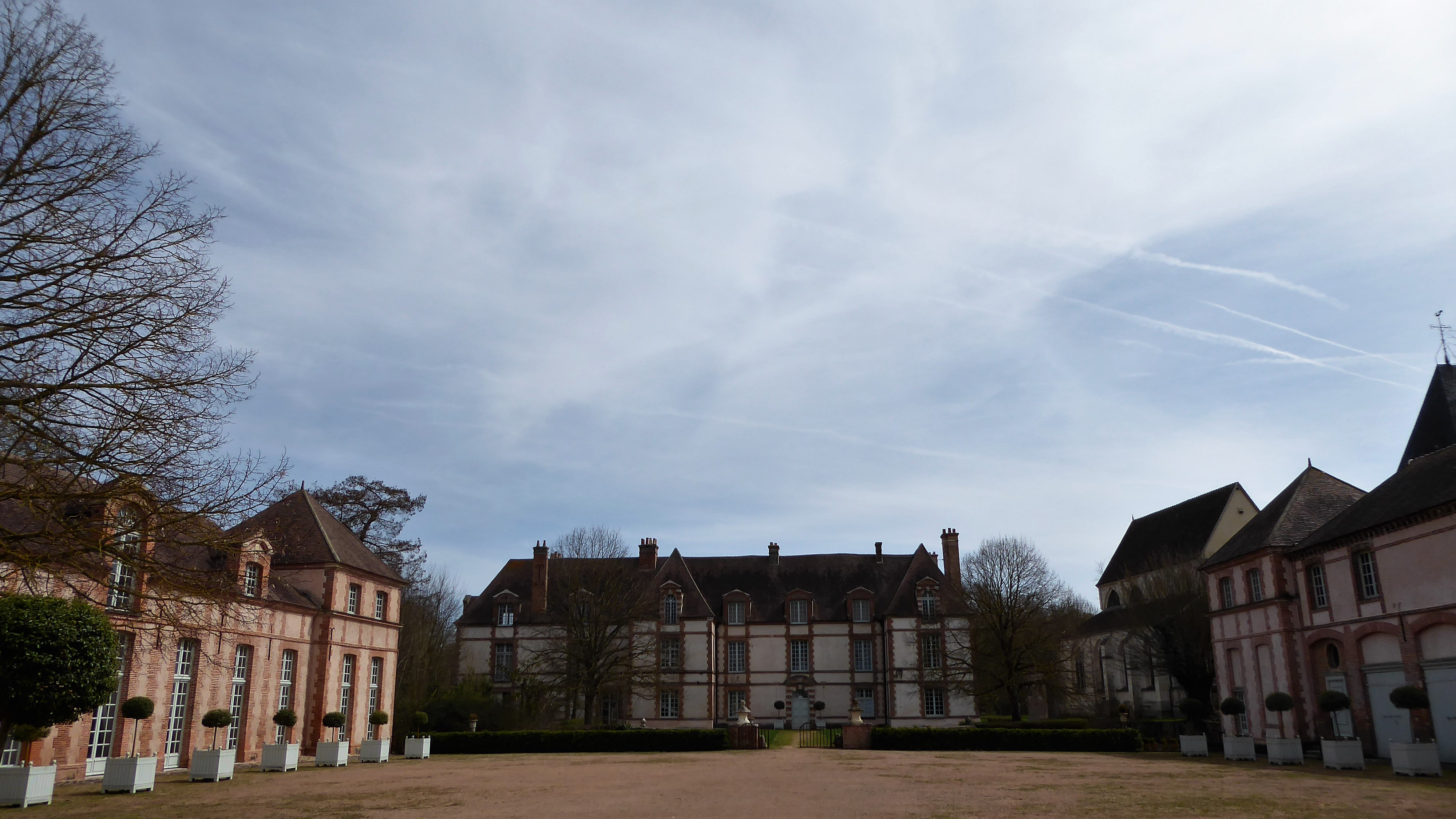
Château, église, cour et communs.
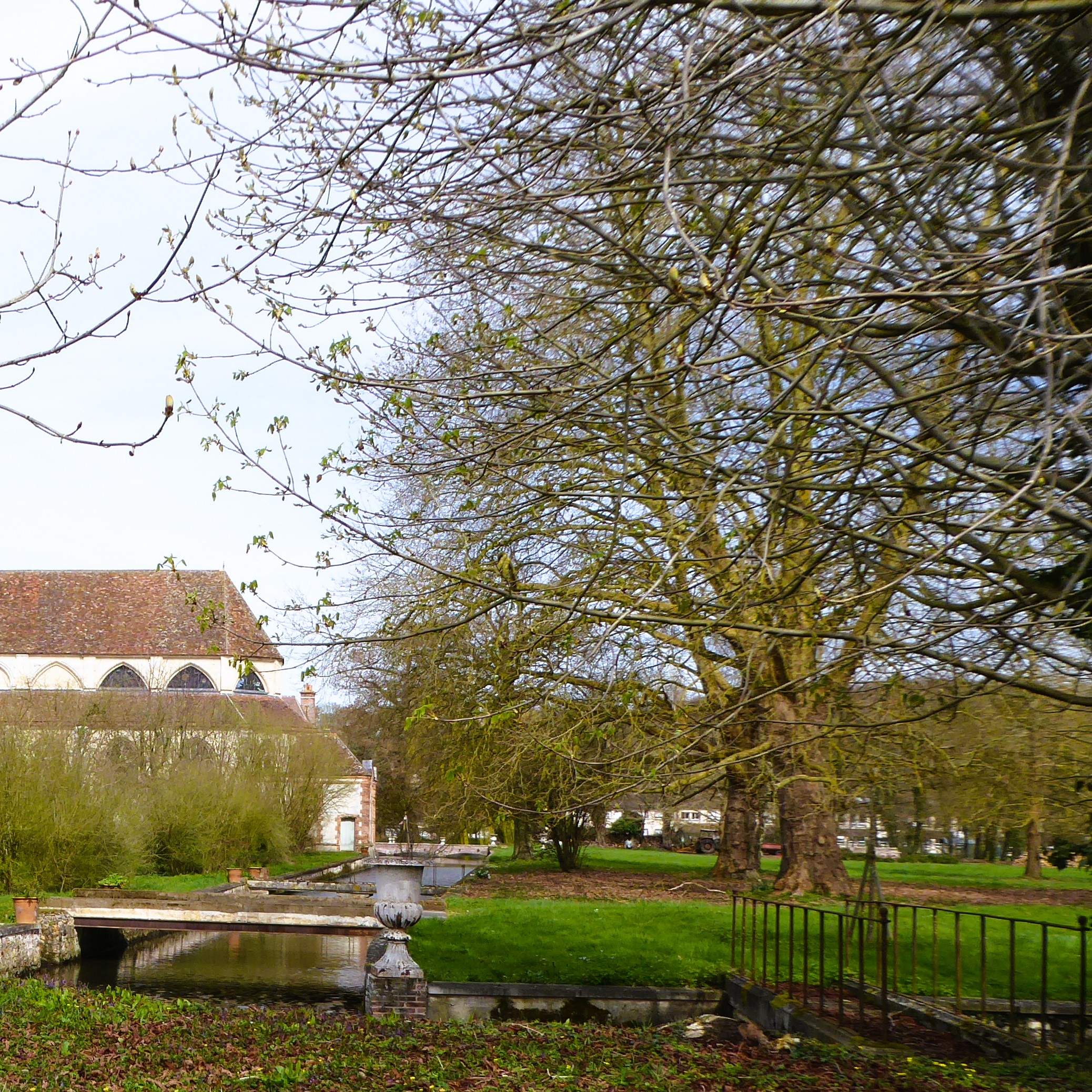
Platanes du parc.

#### Chapelle de l'Ermitage
La chapelle de l'Ermitage se situe rue de l'Hermitage, au bord d'un bras de l'Avre.

### Personnalités liées à la commune
- Jacques Gabriel Jan d'Hauteterre (1746-1808), député de l'Eure au Conseil des Anciens pendant le Directoire puis au Corps législatif pendant le Consulat et l'Empire, famille originaire de Nonancourt et de Saint-Lubin-des-Joncherets ;
- Édouard-Alexandre Bernard (1879-1950), artiste peintre né dans cette ville ;
- Étienne Achavanne (1892 -1940), ordinairement domicilié à Saint-Lubin-des-Joncherets, est le premier fusillé de la Résistance française ;
- Georges Cloarec (1923-1944), résistant né à Saint-Lubin-des-Joncherets et fusillé au mont Valérien le 21 février 1944 avec le Groupe Manouchian ;
- Christian Roque (1951-), né à Saint-Lubin-des-Joncherets, footballeur ;
- Amélie Perrin (1980- ), athlète française, a vécu près du stade de Saint-Lubin-des-Joncherets ;
- Siraba Dembele (1986- ), handballeuse française, a également grandi dans la commune. En 2019, l'ancien gymnase Condorcet est rebaptisé de son nom afin de lui rendre hommage[40] :
- Monique Friesz, compagne de Henri d'Orléans (1940-1999), « comte de Paris », est décédée à Saint-Lubin-des-Joncherets le 30 octobre 2017. Elle repose au cimetière communal de Cherisy[41].